# 공익신고자 보호법
공익신고자 보호법은 공익을 침해하는 행위를 신고한 사람 등을 보호하고 지원함으로써 국민 생활의 안정과 투명하고 깨끗한 사회풍토의 확립에 이바지함을 목적으로 제정된 대한민국의 법률이다. 공익신고자에 대한 보호와 보상 등이 주요 내용으로 규정되어 있으며, 2011년 3월 29일 공포되어 2011년 9월 30일에 시행되었다. 국민권익위원회가 이 법을 소관하고 있다.

## 주요내용

### 공익신고와 공익신고자
관련 근거 : 공익신고자 보호법 제2조
공익신고란 국민의 건강과 안전, 환경, 소비자의 이익, 공정한 경쟁 및 이에 준하는 공공의 이익을 침해하는 행위로서, 법 별표에 규정된 471개 공익신고 대상법률의 벌칙이나 행정처분의 대상이 되는 행위(공익침해행위)를 신고하는 것을 말한다.
예를 들면 무자격자에게 의료행위를 하도록 지시하는 것은 공익신고 대상 법률 중 하나인 의료법에 따라 5년 이하의 징역이나 5천만원 이하의 벌금에 처해질 수 있는 행위인데, 이러한 행위가 바로 공익침해행위이고, 이를 국민권익위원회나 조사기관·수사기관 등 공익신고 기관에 신고하는 것이 공익신고가 되는 것이다.
공익침해행위가 발생하였거나 발생할 우려가 있다는 사실을 알게 되었다면 누구라도 공익신고를 할 수 있으며, 공익신고자란 공익신고를 한 사람을 의미한다.
한편, 법에서는 ‘내부 공익신고자’를 별도로 정의하고 있다. 내부 공익신고자란 피신고자인 공공기관, 기업, 법인, 단체 등에 소속되어 근무하거나 근무하였던 자, 피신고자인 공공기관, 기업, 법인, 단체 등과 공사·용역계약 또는 그 밖의 계약에 따라 업무를 수행하거나 수행하였던 자 등을 의미한다. 따라서 A 회사에 근무하면서 A 회사의 공익침해행위를 신고하는 경우 뿐 아니라, 퇴사 후에 A 회사의 공익침해행위를 신고하는 경우도 내부 공익신고자에 해당된다. 또한 A 회사와 용역계약 등을 체결하여 업무를 수행하고 있거나 과거에 수행했던 자가 A 회사의 공익침해행위를 신고하는 경우 등도 내부 공익신고자에 해당될 수 있다.
| - 피신고자인 공공기관, 기업, 법인, 단체 등에 소속되어 근무하거나 근무하였던 자 - 피신고자인 공공기관, 기업, 법인, 단체 등과 공사ㆍ용역계약 또는 그 밖의 계약에 따라 업무를 수행하거나 수행하였던 자 - 피신고자인 공공기관, 기업, 법인, 단체 등에 소속되어 근무하기 전에 피신고자인 공공기관, 기업, 법인, 단체 등에서 직무교육 또는 현장실습 등 교육 또는 훈련을 받고 있거나 받았던 자 - 피신고자인 공공기관의 감독을 받는 「공직자윤리법」 제3조의2에 따라 지정된 공직유관단체에 소속되어 근무하거나 근무하였던 자 - 피신고자인 기업, 법인과 「독점규제 및 공정거래에 관한 법률」 제2조제3호에 따른 계열회사의 관계에 있는 기업, 법인에 소속되어 근무하거나 근무하였던 자 - 피신고자인 기업, 법인과 「주식회사 등의 외부감사에 관한 법률」 제2조제3호 및 같은 법 시행령 제3조제1항에 따른 지배ㆍ종속의 관계에 있는 기업, 법인에 소속되어 근무하거나 근무하였던 자 - 그 밖에 피신고자인 공공기관, 기업, 법인, 단체 등의 지도 또는 관리ㆍ감독을 받는 자로서 공익신고로 인하여 피신고자인 공공기관, 기업, 법인, 단체 등으로부터 불이익조치를 받을 수 있는 자 |

### 공익신고의 방법과 절차
관련 근거 : 공익신고자 보호법 제6조, 제8조, 제8조의2
공익신고를 하려는 사람은 신고자 본인의 인적사항과 공익침해행위를 하는 자, 공익침해행위의 내용 등을 기재한 신고서를 관련 증거자료와 함께 공익신고 기관에 제출해야 한다. 공익신고 기관은 ①공익침해행위를 하는 사람이나 기관·단체·기업 등의 대표자 또는 사용자, ②공익침해행위에 대한 지도·감독·규제 또는 조사 등의 권한을 가진 행정기관이나 감독기관, ③수사기관, ④국민권익위원회, ⑤국회의원, ⑥공익침해행위와 관련된 법률에 따라 설치된 공사·공단 등의 공공단체가 해당된다.
유의할 것은 시민단체나 언론사는 공익신고 기관으로 인정되지 않는다는 점이다. 또한, 신고자의 인적사항을 기재하지 않고 신고하는 익명신고는 공익신고자 보호법에 따른 공익신고로 인정받기 어렵다. 시민단체 또는 언론사에 제보를 하거나, 공익신고 기관에 신고하더라도 본인의 인적사항을 밝히지 않는 경우 등, 공익신고의 방법과 절차를 따르지 않는다면 향후 공익신고자 보호법에 따른 보호와 보상을 받기 어려울 수 있으므로 주의가 필요하다.
다만, 변호사를 통한 비실명 대리신고 제도가 도입되어 있어, 신고자가 본인의 인적사항을 밝히고 싶지 않은 경우 변호사를 통해 국민권익위원회에 비실명 대리신고를 할 수 있다.
국민권익위원회는 ‘내부 공익신고자’에 한하여, 신고자가 변호사 선임 비용 부담 없이 비실명 대리신고 제도를 활용할 수 있도록 100명 이내로 구성된 ‘비실명 대리신고 자문변호사단’을 운영하고 있다.

### 공익신고자 보호제도

#### 비밀보장
관련 근거 : 공익신고자 보호법 제10조, 제12조
누구든지 공익신고자라는 사정을 알면서 신고자의 동의 없이 그의 인적사항이나 그가 공익신고자임을 미루어 알 수 있는 사실을 공개 또는 보도하는 것이 금지되어 있다. 이를 위반한 자는 5년 이하의 징역이나 5천만원 이하의 벌금에 처해질 수 있다.
또한, 국민권익위원회는 이를 위반하여 공익신고자의 인적사항이나 공익신고자임을 미루어 알 수 있는 사실이 공개 또는 보도되었을 때에는 그 경위를 확인할 수 있으며, 위반한 사람의 징계권자에게 그 사람에 대한 징계 등 필요한 조치를 요구할 수 있다.
그밖에도, 공익신고를 접수한 기관의 종사자 등이 공익신고에 대한 조사결과 공익침해행위가 발견되기 전에 피신고자의 인적사항 등을 포함한 신고내용을 공개하는 것도 금지된다. 공익신고자에 대한 비밀보장 의무와 마찬가지로, 이를 위반한 자는 5년 이하의 징역이나 5천만원 이하의 벌금에 처해질 수 있다.

#### 불이익조치 금지
관련 근거 : 공익신고자 보호법 제15조, 제17조~제24조, 제30조~제31조
누구든지 공익신고를 이유로 신고자에게 불이익조치를 할 수 없다. 공익신고를 이유로 징계·해고 등 불이익조치를 받은 신고자는 불이익조치가 있었던 날부터 1년 이내에 국민권익위원회에 보호조치를 신청할 수 있으며, 공익신고를 이유로 불이익조치를 받았다고 인정될 경우 원상회복 등의 보호조치를 받을 수 있다.
| - 파면, 해임, 해고, 그 밖에 신분상실에 해당하는 신분상의 불이익조치 - 징계, 정직, 감봉, 강등, 승진 제한, 그 밖에 부당한 인사조치 - 전보, 전근, 직무 미부여, 직무 재배치, 그 밖에 본인의 의사에 반하는 인사조치 - 성과평가 또는 동료평가 등에서의 차별과 그에 따른 임금 또는 상여금 등의 차별 지급 - 교육 또는 훈련 등 자기계발 기회의 취소, 예산 또는 인력 등 가용자원의 제한 또는 제거, 보안정보 또는 비밀정보 사용의 정지 또는 취급 자격의 취소, 그 밖에 근무조건 등에 부정적 영향을 미치는 차별 또는 조치 - 주의 대상자 명단 작성 또는 그 명단의 공개, 집단 따돌림, 폭행 또는 폭언, 그 밖에 정신적ㆍ신체적 손상을 가져오는 행위 - 직무에 대한 부당한 감사(監査) 또는 조사나 그 결과의 공개 - 인허가 등의 취소, 그 밖에 행정적 불이익을 주는 행위 - 물품계약 또는 용역계약의 해지(解止), 그 밖에 경제적 불이익을 주는 조치 |

공익신고를 이유로 신고자에게 불이익조치를 한 자, 확정된 보호조치 결정을 이행하지 않은 자는 최대 3년 이하의 징역이나 3천만원 이하의 벌금에 처해질 수 있으며, 공익신고를 방해하거나 공익신고를 취소하도록 강요한 자는 2년 이하의 징역이나 2천만원 이하의 벌금에 처해질 수 있다.
또한, 국민권익위원회는 보호조치결정을 받은 후 정해진 기한까지 보호조치를 취하지 않은 자에게 연 2회 이내에서 회당 3천만원 이하의 이행강제금을 부과할 수 있다.

#### 신변보호
관련 근거 : 공익신고자 보호법 제13조
공익신고자와 그 친족 또는 동거인은 공익신고를 이유로 생명·신체에 중대한 위해를 입었거나 입을 우려가 명백한 경우 국민권익위원회에 신변보호조치를 요구할 수 있다. 국민권익위원회는 필요하다고 인정하는 경우 경찰관서의 장에게 신변보호조치를 하도록 요청할 수 있다.
신변보호의 필요성이 인정된 공익신고자와 그 친족 또는 동거인은 일정기간 동안의 신변경호, 신고 관련 참고인 또는 증인으로 출석·귀가시 동행, 주거에 대한 주기적 순찰 등의 특정범죄신고자등보호법 시행령 제7조에 따른 신변보호조치를 받을 수 있다.

#### 책임감면
관련 근거 : 공익신고자 보호법 제14조
공익신고와 관련하여 신고자의 범죄행위가 발견된 경우 신고자에 대한 형을 감경하거나 면제할 수 있다. 또한 신고 내용에 직무상 비밀이 포함된 경우에도 다른 법령 등의 관련 규정에도 불구하고 직무상 비밀준수의무를 위반하지 않은 것으로 보며, 공익신고와 관련하여 발견된 위법행위 등을 이유로 신고자에게 징계를 하거나 불리한 행정처분을 하는 경우 국민권익위원회는 징계권자나 행정처분권자에게 책임감면을 요구할 수 있다.
또한, 법 개정으로 2021년 10월 21일부터는 국민권익위원회의 책임감면 요구가 없더라도 각 기관에서 신고자에 대한 자체 책임감면이 가능해졌다.

#### 협조자 보호
관련 근거 : 공익신고자 보호법 제2조
공익신고에 대한 조사·수사·소송 등에서 진술·증언, 자료제공 등을 한 협조자도 비밀보장, 불이익조치 금지, 신변보호, 책임감면 등에 있어 신고자와 동일하게 보호 대상이 된다.

### 공익신고자 보상제도

#### 공익신고자 보상금
관련 근거 : 공익신고자 보호법 제26조
공익신고로 인해 과징금, 과태료, 벌금 등이 부과되어 국가·지자체에 직접적인 수입의 회복·증대를 가져오거나 그에 관한 법률관계가 확정된 경우, ‘내부 공익신고자’는 국민권익위원회에 보상금 지급을 신청할 수 있다. 보상금을 신청하려는 경우에는 수입의 회복·증대에 관한 법률관계가 확정된 것을 안 날로부터 2년, 그 법률관계가 확정된 날로부터 5년 이내에 신청하여야 한다. 다만, 법 개정으로 2021년 10월 21일 이후의 공익신고에 대하여 보상금을 신청하는 경우에는 법률관계가 확정된 것을 안 날로부터 3년, 그 법률관계가 확정된 날로부터 5년 이내로 보상금 신청기한이 확대되었다.
종전에는 내부 공익신고자가 아닌 외부 공익신고자도 공익신고 보상금을 지급받을 수 있었으나, 보상금을 노린 전문신고자의 난립으로 공익신고 활성화라는 본래의 취지를 벗어나 보상금이 개인의 이익 추구 수단으로 변질될 우려가 제기되어, 2016년 1월 25일부터는 공익신고로 인해 불이익을 받을 개연성이 높은 내부 공익신고자에 대해서만 공익신고 보상금을 지급할 수 있도록 제도가 변경되었다.
보상금은 공익신고로 인한 수입의 회복·증대 금액에 따라 그 금액의 4~20%가 지급되며, 지급 한도는 30억 원이다.

#### 공익신고자 포상금
관련 근거 : 공익신고자 보호법 제26조의2
공익신고로 인해 현저히 국가·지자체에 재산상 이익을 가져오거나 손실을 방지한 경우 또는 공익의 증진을 가져온 경우, 국민권익위원회는 공익신고자에게 포상금을 지급할 수 있다. 포상금 지급 한도는 2억 원이다.
공익신고로 인해 과징금·과태료 등 수입의 회복·증대가 발생한 경우에 내부 공익신고자에게만 지급할 수 있는 공익신고 보상금과는 달리, 공익신고 포상금은 수입의 회복·증대가 없더라도 현저히 공익의 증진을 가져온 경우 등에 내부 공익신고자 뿐만 아니라 외부 공익신고자에게도 지급이 가능하여, 공익신고 포상금 제도는 공익신고 보상금 제도의 보완적인 역할을 수행하고 있다.

#### 공익신고자 구조금
관련 근거 : 공익신고자 보호법 제27조
공익신고자와 협조자, 그 친족 또는 동거인은 공익신고와 관련하여 ‘①육체적·정신적 치료 등에 소요된 비용, ②전직·파견근무 등으로 소요된 이사비용, ③원상회복 관련 쟁송절차에 소요된 비용, ④불이익조치 기간의 임금 손실액, ⑤그 밖에 중대한 경제적 손해’에 해당하는 피해를 받았거나 비용을 지출한 경우 국민권익위원회에 구조금 지급을 신청할 수 있다.
법 개정으로 2021년 10월 21일부터는 지급 사유 중 ‘원상회복 관련 쟁송절차에 소요된 비용’이 ‘공익신고등을 이유로 한 쟁송절차에 소요된 비용’으로 변경되어 구조금 지급 사유가 더욱 확대되었다.

## 법 주요 개정 연혁
시행일 기준으로 서술
2011년 9월 30일
- 공익신고자 보호법 시행 (공익신고 대상법률 : 180개)

2016년 1월 25일
- 공익신고 대상법률 확대 (180개 → 279개)
- 이행강제금 부과 규정 신설 : 보호조치결정을 받은 후 정해진 기한까지 이행하지 않는 경우 2천만원 이하의 이행강제금 부과
- 공익신고 보상금 지급 대상을 ‘내부 공익신고자’로 제한하고 보상금 지급 한도액을 10억 원에서 20억 원으로 상향, 공익신고 포상금 제도 신설

2018년 5월 1일
- 공익신고 분야를 기존 5대 분야(국민의 건강, 국민의 안전, 환경, 소비자의 이익, 공정한 경쟁)에 더하여 ‘이에 준하는 공공의 이익’ 분야 추가
- 공익신고 대상법률 확대 (279개 → 284개)
- 공익신고자의 보호조치 신청기한을 3개월에서 1년으로 연장하고, 보호조치 이행 여부 및 추가적인 불이익조치 발생 여부에 대한 국민권익위원회의 모니터링 도입
- 긴급구조금 제도 도입 : 긴급한 피해의 구조가 필요한 경우 보상심의위원회의 심의·의결 이전에 구조금 우선 지급 가능
- 징벌적 손해배상 제도 도입 : 공익신고를 이유로 불이익조치를 하여 신고자에게 손해를 입힌 자에게 발생한 손해에 대하여 3배 이하의 범위에서 배상책임을 부과
- 신고자 보호의무 위반자에 대한 벌칙 강화
- 공익신고 보상금 지급 한도액을 20억 원에서 30억 원으로 상향

2018년 10월 18일
- 변호사를 통한 비실명 대리신고 제도 도입
- 보호조치결정 미이행자에 대한 이행강제금 제도 강화

2020년 11월 20일
- 공익신고 대상법률 확대 (284개 -> 467개)

2021년 4월 20일
- 공익신고 대상법률 확대 (467개 -> 471개)

2021년 7월 21일
- 법원에 대한 국민권익위원회의 의견 제출권 신설 : 공익신고와 관련된 민사·형사·행정소송과 관련하여 법원의 요청이 있거나 필요하다고 인정할 때에는 국민권익위원회가 법원의 담당재판부에 의견 제출 가능

2021년 10월 21일
- 기관 자체 책임감면 신설 : 공익신고자의 징계권자나 행정처분권자는 공익신고와 관련하여 발견된 위법행위 등을 이유로 공익신고자에게 징계나 불리한 행정처분을 하는 경우, 국민권익위원회의 요구가 없어도 그 징계나 불리한 행정처분을 감경 또는 면제 가능
- 구조금 지급사유 확대 : ‘원상회복 관련 쟁송절차에 소요된 비용’ → ‘공익신고등을 이유로 한 쟁송절차에 소요된 비용’으로 확대
- 보상금 신청기한 확대 : 수입의 회복·증대에 관한 법률관계가 확정된 것을 안 날로부터 2년, 그 법률관계가 확정된 날로부터 5년 이내 → 안 날로부터 3년, 그 법률관계가 확정된 날로부터 5년 이내

## 같이 보기
- 공익신고의 날
- 국민권익위원회

- 내부고발